# Pieve di Santa Maria Assunta (Capraia Isola)
La pieve di Santa Maria Assunta è un edificio sacro che si trova a Capraia Isola.
Costruita dai pisani nell'XI secolo, rimane a testimoniare il vecchio abitato del porto, presumibilmente abbandonato perché reso insicuro dalle incursioni saracene. Sotto la chiesa si trovano le fondazioni dell'antica villa romana, primo insediamento umano sull'isola. In essa è custodita la statua lignea della Vergine che ogni anno, il 15 agosto, viene trasportata, con una solenne processione, fino alla chiesa di San Nicola. L'interno è decorato da diversi ex voto lasciati dai capraiesi soprattutto nella prima metà del XX secolo.

## Altre immagini

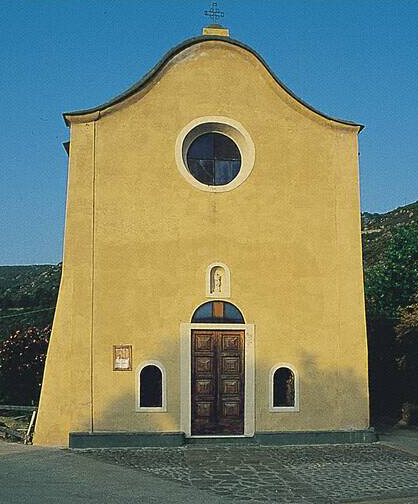
Facciata
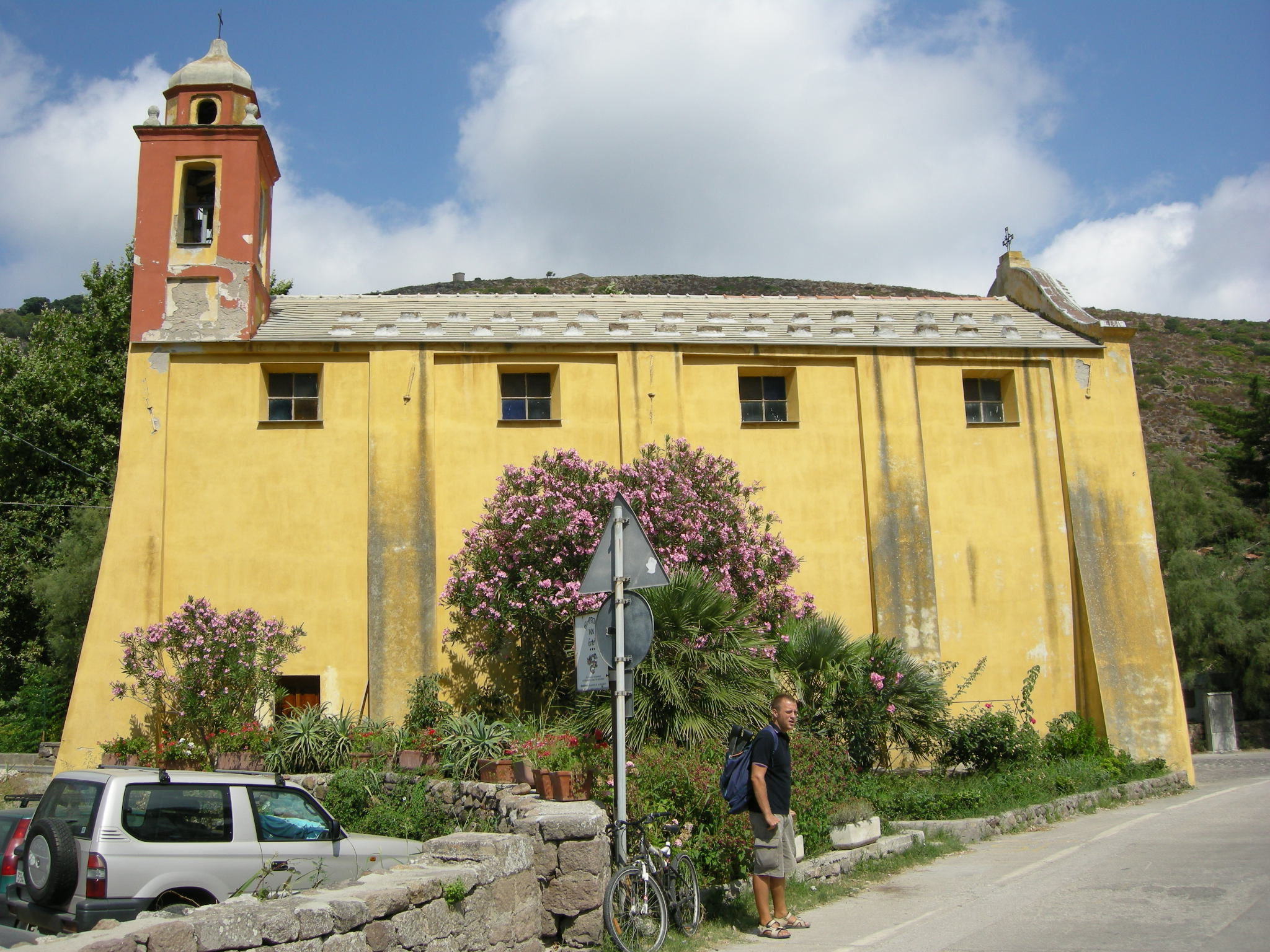
Lato
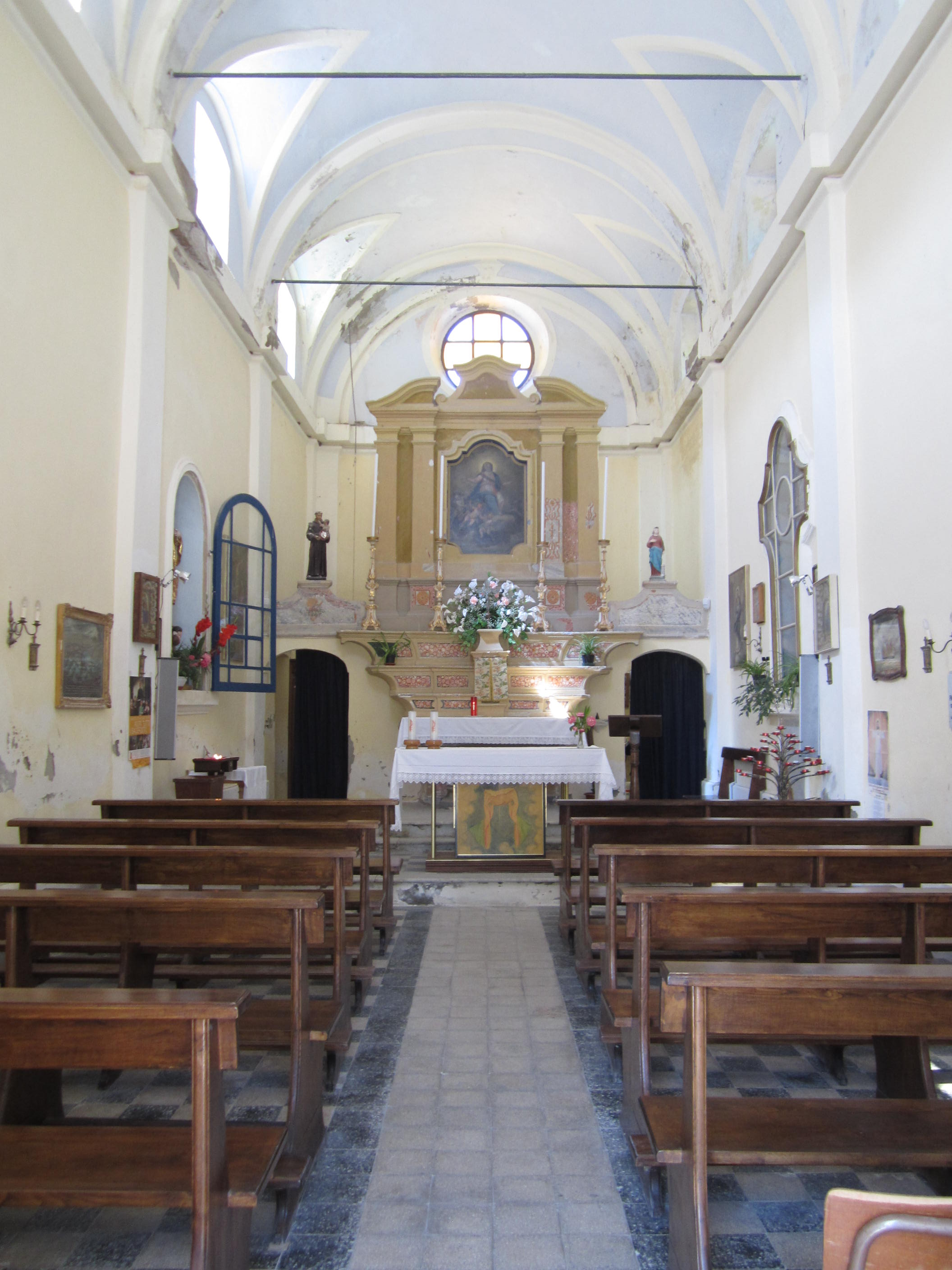
Interno
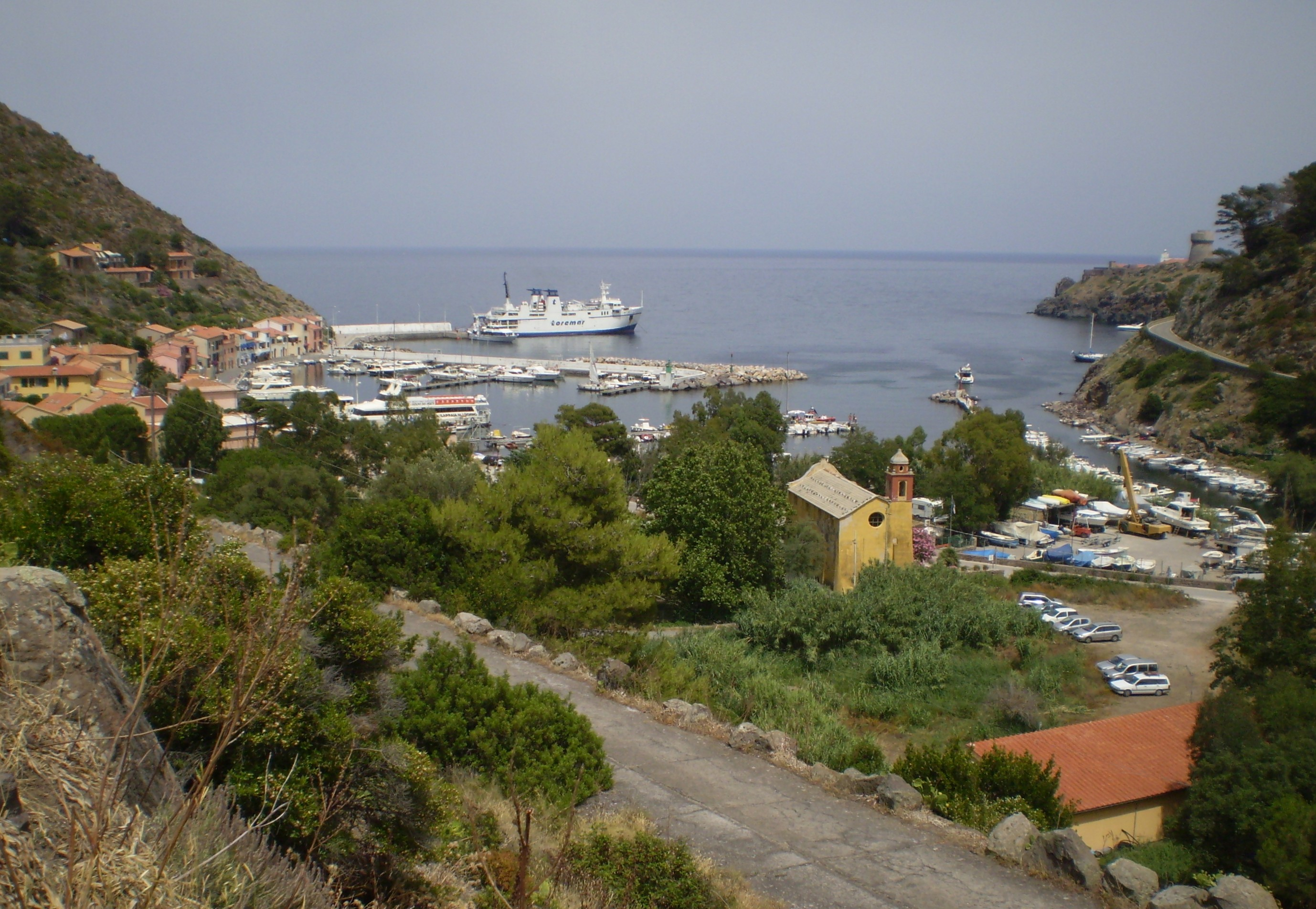
Veduta nel porto